# Campynemataceae
Campynemataceae, malena biljna porodica u redu ljiljanolike kojoj pripadaju svega četiri priznate vrste u dva roda. To su Campynema s vrstom Campynema lineare s Tasmanije, i Campynemanthe s tri vrste na Novoj Kaledoniji.